# Nyland (Zeitschrift)

Von Franz M. Jansen gestalteter Umschlag der Zeitschrift Nyland (mit freundlicher Genehmigung der Nyland-Stiftung, Köln)

Nyland – Vierteljahresschrift des Bundes für schöpferische Arbeit war die Zeitschrift der Werkleute auf Haus Nyland, herausgegeben von Wilhelm Vershofen und Josef Winckler und erschien von 1918 bis 1921 vierteljährlich im Eugen-Diederichs-Verlag im thüringischen Jena. Da sie als Nachfolgerin der ersten Werkleute-Zeitschrift Quadriga konzipiert war, wurden die Hefte 1 bis 8 im Untertitel als 9. bis 16. Heft der Quadriga gezählt. Der durchschnittliche Umfang der einzelnen Hefte betrug 80 Seiten.
Die Zeitschrift ist nur in sehr wenigen Bibliotheken vollständig überliefert. Ein Faksimile-Druck liegt nicht vor.